# Недействительность сделки
Недействи́тельность сде́лки — установление, изменение или прекращение гражданских прав и обязанностей, кроме тех, которые связаны с её недействительностью.
Недействительная сделка — это сделка, которая не порождает желаемого сторонами правового результата, а при определенных условиях влечет возникновение неблагоприятных для сторон последствий.
Недействительная сделка — это сделка, которая не влечёт юридических последствий, за исключением тех, которые связаны с её недействительностью.

## Общие положения
По общему правилу, недействительной признаётся любая сделка, не соответствующая требованиям законодательства. Данное правило применяется во всех случаях, когда сделка, совершённая с нарушением требований закона, не попадает под действие специальных норм, закрепляющих особые основания признания сделок недействительными.
Признание сделок недействительными влечет за собой аннулирование прав и обязанностей, реализация которых привела бы к нарушению закона. Поэтому сделка, признанная недействительной, недействительна с момента её совершения. Однако, если из содержания сделки вытекает, что она может быть прекращена лишь на будущее время, то действие сделки, признанной недействительной, прекращается на будущее время.

## Основания недействительности сделок
Основания недействительности сделок определяют порядок признания их недействительными и исчерпывающе перечислены в Гражданском кодексе РФ.
Согласно статье 166 Гражданского Кодекса РФ сделка является недействительной в таких случаях:
1. Сделка недействительна по основаниям, установленным настоящим Кодексом, в силу признания её таковой судом (оспоримая сделка) либо независимо от такого признания (ничтожная сделка).
2. Требование о признании оспоримой сделки недействительной может быть предъявлено лицами, указанными в настоящем Кодексе.

## Ничтожная сделка
Федеральным законом от 07.05.2013 N 100-ФЗ с 1 сентября 2013 года статья 166 ГК РФ изложена в новой редакции. О праве суда применить последствия недействительности ничтожной сделки по своей инициативе см. пункт 4 статьи 166 ГК РФ в новой редакции.

## Оспоримая сделка
Оспоримые сделки напротив, требуют признания своей недействительности судом при наличии предусмотренных законом оснований.
Оспоримая сделка, как и ничтожная сделка, является недействительной сделкой и в силу п.1 ст.167 ГК РФ не влечет юридических последствий, за исключением тех, которые связаны с её недействительностью, и недействительна с момента её совершения.
Виды оспоримых сделок:
- Сделка, противоречащая требованиям закона или иного правового акта;
- Сделка юридического лица, совершённая в противоречии с целями его деятельности;
- Сделка, совершённая без необходимого в силу закона согласия третьего лица, органа юридического лица или государственного органа либо органа местного самоуправления;
- Сделка, совершённая несовершеннолетним в возрасте от четырнадцати до восемнадцати лет;
- Сделка, совершённая гражданином, ограниченным судом в дееспособности;
- Сделка, совершённая гражданином, не способным понимать значение своих действий или руководить ими;
- Сделка, совершённые под влиянием существенного заблуждения;
- Сделка, совершённая под влиянием обмана, насилия, угрозы или неблагоприятных обстоятельств.

## Условия недействительности сделок
Согласно статье 167 ГК РФ недействительная сделка не влечет юридических последствий, за исключением тех, которые связаны с её недействительностью, и недействительна с момента её совершения.
Если сделка недействительна, то каждая из сторон обязана возвратить другой все полученное по сделке, то есть возмещается его стоимость, либо возвращается в натуре. Но при условии того, что применение последствий не противоречит основам правопорядка или нравственности, то есть направленных на охрану и защиту основ конституционного строя, прав и свобод человека и гражданина либо противоречит основам морали, то есть грубо нарушает сложившиеся в обществе представления о добре и зле, хорошем и плохом, пороке и добродетели.
Все виды недействительных сделок можно разделить на четыре группы:
- Сделки с пороками содержания
- Сделки с пороками субъективного состава
- Сделки с пороками воли
- Сделки с пороками формы

### Сделки с пороками воли
Статья 179 ГК РФ гласит, что недействительны сделки, совершённые под влиянием обмана, насилия, угрозы или неблагоприятных обстоятельств.
Под обманом понимается намеренное введение в заблуждение участника сделки его контрагентом или иным лицом, непосредственно заинтересованным в данной сделке. Если сделка совершена под влиянием обмана, допущенного посторонним лицом (например, лицом, желающим просто причинить вред одному из её участников), то данная сделка может быть признана недействительной на основании 179 статьи ГК, если контрагент сделки знал или должен был знать о наличии обмана, в противном случае такая сделка может быть признана недействительной по 178 статье ГК.
Обман может быть как активным, т.е. в форме целенаправленного сообщения ложной информации, так и пассивным, т.е. в форме намеренного умолчания о фактах, имеющих существенное значение для принятия решения по совершению сделки.
Под насилием понимается физическое противоправное воздействие на участника сделки со стороны его контрагента или выгодоприобретателя по заключённой сделке (например, избиение). Также насилие может осуществляться не только над личностью, но и её имуществом, или же над близкими этой личности.
Под угрозами подразумевается психическое воздействие на участника сделки. Не всякая угроза способна опорочить сделку, а лишь такая, которая объективно может воздействовать на участника сделки с целью понуждения его к её заключению, то есть существенная угроза. Для признания угрозы существенной обязательным условием является её реальность, то есть действительная возможность причинения значительного вреда участнику сделки либо его близким. Если угроза не существенна, то по этому основанию сделка не может признаваться недействительной. Не имеет значения, если участнику сделки угрожают правомерным действием, например заявлением в полицию, сообщением в налоговую инспекцию.
Кабальные сделки — сделки, совершенные вследствие стечения тяжёлых обстоятельств и на крайне невыгодных условиях. В отличие от обмана, обстоятельства, влияющие на формирование воли, возникают независимо от другого участника сделки, однако он осознает их наличие и пользуется этим для заключения выгодной для себя, но крайне невыгодной для контрагента сделки. Сам потерпевший от такой сделки, как правило, осознаёт её кабальный характер, но волею обстоятельств, в силу крайней нужды, он вынужден совершить эту сделку. Невыгодность проявляется в несоразмерности уплачиваемой цены и реальной стоимости сделки.

### Сделки с пороками субъективного состава
Обратим внимание на статьи 171, 177 ГК РФ, в которой указывается, что сделка, совершенная гражданином, признанным недееспособным вследствие психического расстройства или неспособного понимать значение своих действий в момент совершения сделки, является недействительной. Недействительность таких сделок признается судом по иску потерпевшего. В этом случае происходит возврат друг другу всего полученного в натуре, а при невозможности такого возврата — возмещение его стоимости в деньгах.
Согласно статье 172 ГК РФ, ничтожной сделкой является сделка, совершённая несовершеннолетним, не достигшим четырнадцати лет (малолетним).
Сделка может быть совершена только в случае требования родителей, усыновителей или опекуна несовершеннолетнего и признана судом действительной, если она совершена к выгоде малолетнего. Исключение являются мелкие бытовые и некоторые другие сделки. В этом случае малолетние граждане вправе совершать сделки самостоятельно.
В статье 175 ГК РФ говорится, что сделка, совершённая несовершеннолетним в возрасте от четырнадцати до восемнадцати лет без согласия его родителей, усыновителей или попечителя, в случаях, когда такое согласие требуется в соответствии со статьей 26 настоящего Кодекса, может быть признана судом недействительной по иску родителей, усыновителей или попечителя.

## Механизм реализации прав и обязанностей сторон недействительной сделки
В нормативной конструкции реституции предусмотрено несколько механизмов реализации прав и обязанностей сторон недействительной сделки по возврату имущества, служившего предметом её исполнения.
1. В зависимости от правового режима имущества:
  - Механизм возврата индивидуально-определенных вещей (реституция владения).
  - Механизм возврата вещей, определённых родовыми признаками, а также денег и ценных бумаг на предъявителя, и осуществления денежной компенсации при невозможности возврата полученного в натуре, в том числе тогда, когда полученное выражается в пользовании имуществом, выполненной работе или предоставленной услуге (компенсационная реституция).
2. В зависимости от наличия умышленной вины:
  - Механизм возврата в первоначальное имущественное положение обеих сторон (двусторонняя реституция).
  - Механизм возврата в первоначальное имущественное положение одной стороны (односторонняя реституция).
  - Недопущение реституции

#### Реституция владения
При осуществлении права требования возврата индивидуально-определенной вещи и исполнении одноименной обязанности субъектами недействительной сделки применяется общее правило о возвращении всего полученного по сделке. При этом сторона, истребующая переданную по сделке вещь, не только не должна доказывать своего права на эту вещь, но может и не иметь такого права.
При отчуждении вещей недееспособным или малолетним лицом, а также при совершении сделки под влиянием обмана, заблуждения, вследствие стечения тяжелых обстоятельств и в других случаях совершения недействительных сделок, вещи должны быть возвращены сторонам, произведшим отчуждение по таким сделкам независимо от права на них. Например, малолетний ребенок, не достигший четырнадцатилетнего возраста, продает дорогой мотоцикл отца. Мотоцикл должен быть возвращен ребенку независимо от того, что у него нет прав на него.

#### Компенсационная реституция
Компенсационный характер реституции обусловлен природой вещей, определяемых родовыми признаками, денег и ценных бумаг на предъявителя, которые ввиду своей обезличенности могут быть заменены вещами, деньгами и ценными бумагами такого же рода. Будучи переданными во исполнение недействительной сделки, они становятся объектами права собственности или иного вещного права приобретателя, таким образом имеет место неосновательное обогащение последнего.

#### Двусторонняя реституция
Двусторонняя реституция предполагает возвращение обеих сторон в первоначальное имущественное положение, которое имело место до исполнения недействительной сделки. Двусторонняя реституция наступает во всех случаях недействительности сделки, если в законе не указаны иные имущественные последствия, и применяется к следующими сделкам:
- Сделки, совершённые с нарушением формы и правил о государственной регистрации.
- Сделки, совершённые с выходом за пределы правоспособности юридического лица.
- Сделки, совершённые с выходом за пределы ограничений полномочий
- Сделки, совершённые малолетними, несовершеннолетними в возрасте 14 — 18 лет, ограниченно дееспособными, недееспособными, а также лицами, не способными понимать значения своих действий и руководить ими.
- Сделки, совершённые под влиянием заблуждения, имеющего существенное значение.
- Сделки, совершённые с целью, противной основам правопорядка и нравственности, если ни одна из сторон не допустила умысла.

#### Односторонняя реституция
Другим правовым последствием недействительности сделки является односторонняя реституция, заключающаяся в том, что исполненное обратно получает только одна сторона сделки (добросовестная). При признании недействительными сделок, заключенных под влиянием обмана, насилия, угрозы, злонамеренного соглашения представителя одной стороны с другой стороной или при стечении тяжелых обстоятельств, потерпевшему возвращается другой стороной все полученное ею по сделке, а при невозможности возвратить полученное в натуре возмещается его стоимость в деньгах. Имущество, полученное по сделке потерпевшим от другой стороны, а также причитавшееся ему в возмещение переданного другой стороне, обращается в доход Российской Федерации. При невозможности передать имущество в доход государства в натуре взыскивается его стоимость в деньгах.
Кроме того, потерпевшему возмещается другой стороной причиненный ему реальный ущерб (п. 2 ст. 179 ГК). 
Как видно, недобросовестная сторона исполненного назад не получает. Оно передается в доход государства. Если же недобросовестная сторона не успела исполнить сделку, в доход государства передается то, что подлежит исполнению. Таким образом, в отношении недобросовестной стороны применяется санкция конфискационного характера. 
Односторонняя реституция для невиновного и обращение в доход Российской Федерации имущества, полученного им по сделке, а также причитавшегося ему в возмещение переданного виновной стороне, также предусмотрены для сделок, совершенных с целью, противной основам правопорядка и нравственности, если виновно действовала только одна сторона. 

### Нормативные правовые акты
- Гражданский кодекс РФ от 30.11.1994 № 51-ФЗ (с изм. и доп.) — Часть 1 // Собрание законодательства РФ, 05.12.1994, № 32, ст. 3301, Российская газета, № 238—239, 08.12.1994
- Постановление Пленума Верховного Суда Российской Федерации и Пленума Высшего Арбитражного Суда Российской Федерации от 29.04.2010 № 10/22 «О некоторых вопросах, возникающих в судебной практике при разрешении споров, связанных с защитой права собственности и других вещных прав».

### Исследования
- Алексеев С. С. Гражданское право. — М.: Проспект, 2012. — 536 с. — ISBN 978-5-392-03276-1.
- Годэмэ Е. Санкция необходимых условий договора. Теория недействительности // Общая теория обязательств = Théorie générale des obligations. — М.: Юриздат, 1948. — С. 148-209. — 510 с.
- Растеряев Н. Недействительность юридических сделок по русскому праву. — СПб.: Тип. Т-ва «Общественная Польза», 1900. — IV, 373 с.
- Саватье Р. М. Недействительность договоров и изменение условий договора судом // Теория обязательств: Юридический и экономический очерк = La Théorie des obligations: Vision juridique et économique. — М.: Прогресс, 1972. — 440 с.
- Сергеев А. П. Гражданское право. В 3-х тт. Т. 1. — М.: РГ-Пресс, 2011. — 1008 с. — ISBN 978-5-9988-0022-1.
- Суханов Е. А. Гражданское право. В 4-х тт. Т. 1: Общая часть. — М.: Волтерс Клувер, 2008. — 720 с. — ISBN 978-5-466-00043-6.
- Цвайгерт К., Кётц Х. Заключение договора // Введение в сравнительное правоведение в сфере частного права: В 2-х тт. = Einführung in die Rechtsvergleichung auf dem Gebiete des Privatrechts. — М.: Международные отношения, 1998. — Т. 2. — С. 79-88, 118-146. — 512 с. — 5000 экз. — ISBN 5-7133-0952-5.
- Шершеневич Г. Ф. Учебник русского гражданского права. — 9-е изд. — М.: Издание Бр. Башмаковых, 1911. — С. 177-179. — VIII, 851 с.